# ココン
ココン( Kaôh Kŏng )は、カンボジア南西部ココン州の州都。タイとの国境より10kmに位置していて、タイランド湾に面している。国境はタイのトラート方面とカンボジアのリゾート地であるシアヌークビルを行き来する観光客で賑わっている。
首都のプノンペンからは国道4号線経由で約270km。1998年の人口は29,329人。

## 歴史
1990年代までココンは国内で最も危険な地域のひとつであった。クメール・ルージュの残党が幅を利かせていて、地元住民や旅行者にとっては脅威であった。1998年11月にココン・インターナショナル・リゾートのカジノが携行式ロケット弾によってクメール・ルージュに襲撃され、タイ人が負傷した。この事件がクメール・ルージュによる記録に残る最後の襲撃であった。